# Dominique Simonnot
Pour les articles homonymes, voir Simonnot.
Ne doit pas être confondu avec Dominique Simonnet.
Dominique Simonnot, née le 4 août 1952 à Radolfzell, est une journaliste française, spécialiste des affaires judiciaires.
Elle est contrôleuse générale des lieux de privation de liberté depuis octobre 2020.

## Biographie

### Jeunesse et formation
Dominique Simonnot fait ses études secondaires au lycée Jean-de-La-Fontaine à Paris où elle obtient un baccalauréat A en 1971. Elle poursuit des études supérieures à l’université Paris I Panthéon-Sorbonne jusqu'à  une licence de droit privé en 1975, tout en travaillant, notamment au sein d’un cabinet d’avocats parisiens.

### Éducatrice à l’administration pénitentiaire
Elle est éducatrice à l’administration pénitentiaire, d’abord vacataire puis contractuelle au comité de probation de Nanterre de 1979 à 1991.
Elle assiste et contrôle les ex-détenus placés en libération conditionnelle, les personnes condamnées à de la prison avec sursis avec mise à l’épreuve (sursis probatoire), les sortants de prisons, les « tigistes » (condamnés à un travail d’intérêt général), etc.

### Journaliste

#### Libération
Elle intègre le quotidien Libération en 1991, comme reporter au service Informations générales (police/justice).
Elle se consacre aux grandes affaires judiciaires (Patrick Henry, Marie-Élisabeth Cons-Boutboul, …), aux combats des sans-papiers (l’occupation de l’église Saint-Bernard) et des sans-logis, et aux reportages et enquêtes sur la vie carcérale : dénonciation du manque de CPIP (les travailleurs sociaux de l’administration pénitentiaire), de la surpopulation carcérale, des violences en détention, témoignages d’ex-détenus, compte-rendu de documentaires et livres sur la prison, dénonciation de l’isolement des détenus politiques.
En 2005, elle publie l’interview du commissaire européen Álvaro Gil-Robles dans laquelle il dénonce les conditions indignes du « dépôt des étrangers » à Paris (« Sauf en Moldavie, je n'ai vu de prison pire que ça »).
En 1999, Dominique Simonnot est élue présidente de la Société des rédacteurs et du Conseil de surveillance de Libération, fonction qu’elle occupe jusqu’en 2005. Parallèlement, elle dirige le service informations générales.
De 1998 à 2006, elle chronique le tribunal des comparutions immédiates, sous le titre Carnets de justice.
En 2003, elle publie un recueil de ces chroniques sous le titre Justice en France : une loterie nationale.

#### Le Canard enchaîné
En 2006, Dominique Simonnot intègre la rédaction de l’hebdomadaire satirique Le Canard enchaîné, où elle s’occupe de la justice.
Elle enquête sur différents thèmes : immigration, sans-logis, prison, politique pénale et pénitentiaire. Et consacre de nombreux articles à divers sujets : les malversations au sein des résidences Sénior-services, l’espionnage des employés et clients d’Ikea, l’absence de contrôle des interprètes judiciaires, les ratés de la justice dans la lutte contre les féminicides, les agressions sexuelles d’un haut fonctionnaire au ministère de la Culture, les errances de l’Aide sociale à l’enfance, etc.
Elle poursuit, sous le titre Coup de barre, une chronique des comparutions immédiates.
En 2019, un second recueil de ses chroniques parait sous le titre Coup de Barre. Justice et injustices en France.

### Théâtre
En 2017, ses chroniques des comparutions immédiates sont adaptées au théâtre de Nancy par le metteur en scène Michel Didym, jouées par Bruno Ricci. La pièce est reprise au Théâtre du Rond-Point à Paris la même année sous le titre : Comparution immédiate, une justice sociale ?
Fin 2019, une seconde adaptation de ses chroniques est mise en scène au théâtre de Nancy et également reprise en janvier 2020 au Rond-Point à Paris.

### Enquêtes
En 2014, Dominique Simonnot consacre un livre aux mineurs grévistes de 1948, brutalement licenciés des houillères, injustement condamnés, et qui, soixante ans plus tard, s’évertuent en vain à réclamer justice. Son enquête paraît, sous le titre Plus noir dans la nuit, la Grande Grève des mineurs de 1948,. Fin 2015, la garde des Sceaux, Christiane Taubira, fait inscrire dans la loi la réhabilitation des mineurs et de leur famille, ainsi que leur indemnisation. Le 28 septembre 2016, leurs représentants sont reçus à l’Élysée par le président François Hollande et Christiane Taubira.
En 2018, paraît Amadora, Une Enfance Tzigane, ouvrage dans lequel Dominique Simonnot retrace le difficile parcours d’une famille rom en France.

### Contrôleuse générale des lieux de privation de liberté
Le 5 octobre 2020, elle est proposée par le président de la République Emmanuel Macron pour devenir la contrôleuse générale des lieux de privation de liberté, poste vacant depuis juillet 2020 et la fin du mandat de six ans non renouvelable d'Adeline Hazan. Le 13 octobre, sa nomination recueille l'avis favorable des commissions ad hoc de l'Assemblée nationale et du Sénat par lesquelles elle est auditionnée, et le Conseil des ministres procède à sa nomination le lendemain.
En mai 2021, Dominique Simonnot dénonce des traitements « inhumains et dégradants » et une grave violation des droits dans le centre de détention pour détenus vieillissants de Bedenac,.
En février 2025, elle publie un avis dans le Journal officiel dénonçant les conditions prohibitives d'accès au téléphone dans les prisons.

## Publications
- L'Immigration : une chance pour l'Europe ?, Casterman (coll. Les compacts de l'info), 1997
- Justice en France : une loterie nationale, photographies de Michel Vanden Eeckhoudt, La Martinière, 2003
- Plus noir dans la nuit, La Grande Grève des mineurs de 1948, Calmann-Lévy, 2014
- Amadora, Une Enfance Tzigane, Seuil, 2018
- Coup de Barre. Justice et injustices en France, Seuil, 2019

Dominique Simonnot a également écrit l’introduction de plusieurs ouvrages :
- Sur l’enfance délinquante : Aux Marches du palais – mémoires d’un preneur d’otages, de Georges Courtois, Éd. Le Nouvel Attila, 2015
- Sur la prison : Du Droit à l’évasion, par Jacques Colombat, Éd. Riveneuve, 2014
- Sur les mineurs : Les  Gueules noires, réédition du livre d’Émile Morel, illustration par Steinlen, éditions À Propos, 2020

## Participations
- 2023 : Membre du jury au Festival du documentaire sur la Justice[27]